# David Llauradó
David Llauradó Caldero (Reus, 2 de mayo de 1978) es un piloto de ciclismo paralímpico español que monta en la parte delantera de una bicicleta tándem. Ha competido en los Juegos Paralímpicos de Verano 2008 y 2012. 
Llauradó es nativo de Cataluña. En 2013, fue galardonado con el oro Real Orden al Mérito Deportivo.

## Carrera deportiva
Llauradó compitió en los Juegos Paralímpicos de 2008 en Pekín con Christian Venge Balboa como piloto. En 2009, mientras viajaba como guía de Venge, ganó una medalla de oro en el Campeonato del Mundo de Ciclismo Paralímpico en Carretera celebrado en Bogogno (Italia), con un registro de 35:49.
Compitió en los Juegos Paralímpicos de 2012 de Londres en ciclismo junto a Venge, esta vez como piloto. La pareja ganó una medalla de oro. Ese mismo año recibió una beca del Programa ADO.

## Palmarés internacional
| Juegos Paralímpicos | Juegos Paralímpicos    | Juegos Paralímpicos | Juegos Paralímpicos |
| Año                 | Lugar                  | Medalla             | Competición         |
| ------------------- | ---------------------- | ------------------- | ------------------- |
| 2012                | Londres ( Reino Unido) | Medalla de oro      | Contrarreloj B      |